# Glaubenskurs
Ein Glaubenskurs führt in einem überschaubaren zeitlichen Rahmen in den christlichen Glauben ein. Je nach Konzeption wird dafür kein oder nur sehr geringes Wissen über den christlichen Glauben vorausgesetzt. Häufig geht es neben der Vermittlung von Glaubenswissen auch um die Auseinandersetzung mit zentralen Fragen des Lebens und um konkrete Erfahrungen christlichen Lebens in einer Gemeinde oder Gemeinschaft. Die Bezeichnungen für Kurse dieser Art sind uneinheitlich: Neben Glaubenskurs werden Begriffe wie Glaubensgrundkurs oder Bibelkurs für einführende und vertiefende Angebote benutzt.

## Entwicklung
In den reformatorischen Kirchen steht Martin Luthers kleiner Katechismus für die Glaubensweitergabe in Schule und Familie. Er kann als die Urzelle eines Glaubenskurses angesehen werden. Seit Mitte des 20. Jahrhunderts wird in verschiedenen westlichen Ländern mit Glaubenskursen in verschiedenen Konfessionen experimentiert, um damit auf die zunehmende Säkularisierung der Gesellschaft und ein damit einhergehendes abnehmendes Wissen über den christlichen Glauben zu reagieren. Zuerst richteten sich diese Kurse an Erwachsene. Jedoch entstanden im Laufe der Entwicklung auch spezielle Angebote für besondere Zielgruppen wie Jugendliche oder Aussiedler.

## Verbreitung
Heute gibt es ein kaum noch zu überblickendes Angebot von Kursen unterschiedlicher Ausrichtung. Besonders im freikirchlichen und evangelikalen Bereich werden ständig neue Kurse entwickelt, die meist regionale Bedeutung erfahren. Im deutschsprachigen Bereich sind derzeit „Der Alphakurs“, „Cursillo“, „SPUR8“ (früher: „Christ werden – Christ bleiben“), „Stufen des Lebens“, „Emmaus“ und die zum Pastoralkonzept „Wege erwachsenen Glaubens“ (WeG) gehörenden Kurse am weitesten verbreitet.
Innerhalb der großen christlichen Kirchen ist eine deutliche Zunahme an Glaubenskursangeboten spürbar. Um Glaubenskurse zu fördern, hat die Evangelische Kirche in Deutschland im Jahr 2011 das Projekt „Erwachsen glauben“ gestartet. Es ist davon aus zu gehen, dass Glaubenskurse zu einem Standardangebot religiöser Bildung in den christlichen Kirchen werden.